# Pierre Mollo
Pour les articles homonymes, voir Mollo.
Pierre Mollo est biologiste, enseignant et chercheur, spécialisé dans l'étude du plancton marin.

## Biographie
Il milite pour la réhabilitation du plancton qui serait selon lui nécessaire à la vie sur la Terre. Pour sensibiliser le public ainsi que les professionnels de la mer, il a réalisé plusieurs dizaines de films documentaires et des tournées dans les écoles du monde pour sensibiliser les jeunes à faire attention a la vie marine et terrestre. Il a commencé l'écriture en 2009 avec l'Enjeu Plancton aux éditions Charles Léopold Mayer. 

## Décorations
- Commandeur de l'ordre du Mérite maritime (2022)[1] ; officier en 2014